# 格勒南
格勒南（法語：Grenant，法語發音：[ɡʁənɑ̃]）是法国上马恩省的一个市镇，属于朗格勒区。

## 地理
格勒南（47°42'32"N, 5°30'11"E）面积12.94 平方千米，位于法国大東部大區上马恩省，该省份为法国东北部内陆省份，北起马恩省和默兹省，西接奥布省，西南接科多尔省，东南接上索恩省，东临孚日省。
与格勒南接壤的市镇（或旧市镇、城区）包括：尚瑟夫赖讷、库布朗、索勒、尚普利特。

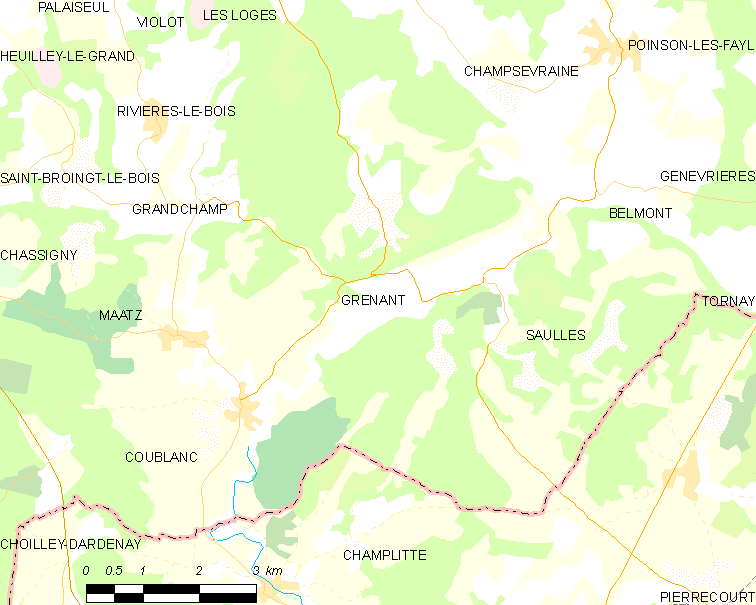
格勒南的OSM定位图

格勒南的时区为UTC+01:00、UTC+02:00（夏令时）。

## 行政
格勒南的邮政编码为52500，INSEE市镇编码为52229。

## 政治
格勒南所属的省级选区为沙兰德雷县。

## 人口

1962-2008年间格勒南人口变化图示

格勒南于2022年1月1日时的人口数量为150人。